# 栃木県道・福島県道369号黒磯田島線
栃木県道・福島県道369号黒磯田島線（とちぎけんどう・ふくしまけんどう369ごう くろいそたじません）は、栃木県那須塩原市から福島県南会津郡南会津町に至る一般県道である。

## 概要
那須塩原市黒磯地区と南会津町田島地域を結ぶ路線であるが、大川沿いに走る栃木・福島県境付近は車両通行困難な山岳道路となっており、「大川林道」とも呼ばれるこの区間は大規模な崖崩れが発生するなどして通年通行止めとなっているため、黒磯と田島を結ぶ路線としては機能していない。このため、栃木県側は那須塩原市市街地から板室温泉・深山湖（深山ダム）、福島県側は南会津町市街地から水無、栗生沢の集落をそれぞれ結ぶ路線として利用されている。
通行止めとなっている両地点間の移動には、国道400号で塩原温泉経由で南から迂回するか、国道289号（甲子道路）で北から迂回することとなる。
通行止め区間は、地図によって、道路が描画されているものと、細線で描画されているもの、誤進入を防ぐため詳細地図にズームするまで県道としてまったく描画されないようしているものが存在する。

### 路線データ
- 総延長：57.454km（栃木県区間：37.904km、福島県区間：19.550km）[5]
- 実延長：54.671km（栃木県区間：35.121km、福島県区間：19.550km）
- 起点：栃木県那須塩原市豊住町（栃木県道55号西那須野那須線交点）
- 終点：福島県南会津郡南会津町田島字横林甲（福島県道347号高陦田島線交点）

### 冬期交通不能区間
- 栃木・福島県境～福島県南会津郡南会津町栗生沢（延長12.1km）[6]

### 道路施設
大橋
- 全長：124.4m
- 幅員：4.6m
- 竣工：1960年[7]

南会津町栗生沢にて、一級水系阿賀野川水系水無川を渡る。

## 歴史
- 1996年（平成8年）4月1日
県道認定[8]

## 路線状況

### 別名
- 板室街道（那須塩原市内）

### 道の駅
- 明治の森・黒磯

## 地理

### 通過する自治体
- 栃木県
那須塩原市
- 福島県
南会津郡南会津町

### 交差する道路
- 栃木県道55号西那須野那須線（栃木県那須塩原市豊住町 起点）
- 栃木県道266号中塩原板室那須線（那須塩原市百村：重複区間）
- 福島県道347号高陦田島線（福島県南会津郡南会津町田島字横林甲 終点）

### 沿線
- 明治の森記念館
- 那須塩原市立稲村小学校
- 那須塩原市立青木小学校
- 那須塩原市立戸田小学校
- 那須塩原市立穴沢小学校
- 那須塩原市立黒磯北中学校
- 黒磯青木郵便局
- 深山ダム
- 阿賀川水系水無川
- 東北電力田島変電所